# Vangelis
Evángelos Odysséas Papathanassíou (grško Ευάγγελος Οδυσσέας Παπαθανασίου) z umetniškim imenom Vangelis (grško Βαγγέλης), grški glasbenik in skladatelj, * 29. marec 1943, Agria, Tesalija, Grčija, † 17. maj 2022, Francija.
Ustvarjal je elektronsko, progresivno, ambientalno, jazz in orkestralno glasbo. Najbolj je znan kot avtor glasbene podlage za film Ognjene kočije (1981), za katero je prejel oskarja, in druge filme, kot so Iztrebljevalec (1982), Pogrešani (1982), Upor na ladji Bounty (1984) in Aleksander (2004), pa tudi za dokumentarno serijo Carla Sagana Cosmos: A Personal Voyage.
Kariero je pričel kot sodelavec več pop skupin iz 1960. letih, kot so The Forminx in Aphrodite's Child, predvsem album slednje 666 (1972) je zdaj prepoznan kot klasika progresivnega-psihedeličnega rocka. V 1970. letih je ustvaril glasbo za več dokumentarnih filmov o živalih, kot so L'Apocalypse des animaux, La Fête sauvage in Opéra sauvage, s katerimi je prodrl v filmski industriji. V 1980. letih je sodeloval z Jonom Andersonom, frontmanom progresivne rock skupine Yes, s katerim sta izdala več albumov pod imenom Jon & Vangelis.
Tekom svoje glasbene kariere, ki je trajala več kot 50 let, je sodeloval na več kot 50 albumih in se uveljavil kot ena ključnih osebnosti zgodovine elektronske glasbe.